# Geophilus delotus
Geophilus delotus är en mångfotingart som först beskrevs av Chamberlin 1941.  Geophilus delotus ingår i släktet Geophilus och familjen storjordkrypare. Inga underarter finns listade i Catalogue of Life.